# Hồ Phủ Tiên
Hồ Phủ Tiên là một hồ nước ngọt trải dài qua các huyện Trừng Giang, Giang Xuyên và Hoa Ninh của địa cấp thị Ngọc Khê, tỉnh Vân Nam, trên một diện tích khoảng 212 km². Hồ này lớn hàng thứ ba tại Vân Nam, sau hai hồ là Điền Trì và Nhị Hải. Nó là hồ sâu nhất tại Vân Nam, với 155 m là độ sâu lớn nhất của hồ. Nó cũng là hồ nước ngọt sâu thứ hai tại Trung Quốc, chỉ sau Thiên Trì, một hồ chứa nước nguồn gốc núi lửa trên núi Trường Bạch ở biên giới Cộng hòa Nhân dân Trung Hoa - Cộng hòa Dân chủ Nhân dân Triều Tiên.